# William E. Hess

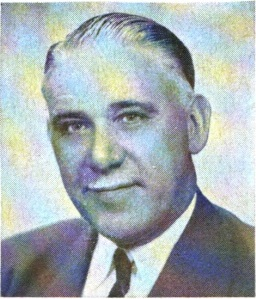
William E. Hess (1955)

William Emil Hess (* 13. Februar 1898 in Cincinnati, Ohio; † 14. Juli 1986 ebenda) war ein US-amerikanischer Politiker der Republikanischen Partei. Von 1929 bis 1937, von 1939 bis 1949 und von 1951 bis 1961 war er Mitglied des Repräsentantenhauses der Vereinigten Staaten für den 2. Kongressdistrikt des Bundesstaates Ohio. 

## Biografie
William Emil Hess wurde in Cincinnati geboren. Dort besuchte er nach dem Besuch von öffentlichen Schulen die University of Cincinnati. Während des Ersten Weltkrieges diente er in der US Army. 1919 wurde er als Rechtsanwalt zugelassen. Im selben Jahr eröffnete er eine Anwaltskanzlei in Cincinnati. Von 1922 bis 1926 saß Hess im Stadtrat von Cincinnati. 
Hess wurde zum ersten Mal 1928 ins US-Repräsentantenhaus gewählt. Dort saß er fast ununterbrochen bis 1961 als Vertreter des 2. Distrikts von Ohio, seine Amtszeit wurde lediglich von 1937 bis 1939 und von 1949 bis 1951 unterbrochen. Nach seinem endgültigen Ausscheiden aus dem Kongress 1961 widmete er sich wieder seiner Anwaltstätigkeit in Cincinnati. Dort lebte er bis zu seinem Tod 1986. Er wurde auf dem Spring Grove Cemetery beigesetzt. 